# Clint Chapman
Clinton Daniel Chapman, detto Clint (Canby, 6 marzo 1989), è un cestista statunitense.